# Corynotheca
Corynotheca je rod jednosupnica iz porodice čepljezovki. Postoji šest vrsta, sve su australski endemi.

Rod je opisan 1878.

## Vrste
1. Corynotheca asperata R.J.F.Hend.
2. Corynotheca flexuosissima R.J.F.Hend.
3. Corynotheca lateriflora (R.Br.) F.Muell. ex Benth.
4. Corynotheca licrota R.J.F.Hend.
5. Corynotheca micrantha (Lindl.) Druce
6. Corynotheca pungens R.J.F.Hend.